# Araneus yadongensis
Araneus yadongensis là một loài nhện trong họ Araneidae.
Loài này thuộc chi Araneus. Araneus yadongensis được Hsen Hsu Hu miêu tả năm 2001.